# سید حسین میرحسینی (بازیکن فوتوالی)

## زندگی‌نامه
سید حسین میرحسینی (زاده ۲۵ دسامبر ۱۳۷۷ در یزد) بازیکن فوتوالی و فوتبال ساحلی اهل ایران است. او کاپیتان تیم ملی فوتوالی ایران است و در رقابت‌های داخلی و بین‌المللی افتخارات متعددی کسب کرده است.

## دوران حرفه‌ای

### فوتبال ساحلی
میرحسینی دوران حرفه‌ای خود را در فوتبال ساحلی از باشگاه گلساپوش یزد آغاز کرد. او توانست در رقابت‌های داخلی و بین‌المللی خوش بدرخشد:
- قهرمانی لیگ برتر فوتبال ساحلی ایران با تیم گلساپوش یزد (۱۳۹۸، ۱۴۰۳)
- نایب قهرمانی لیگ برتر فوتبال ساحلی ایران با تیم گلساپوش یزد (۱۳۹۷)
- قهرمانی لیگ برتر فوتبال ساحلی عراق با تیم المصافی بغداد (۲۰۲۴)
- قهرمانی جام حذفی فوتبال ساحلی عراق با تیم المصافی بغداد (۲۰۲۴)
- قهرمانی مسابقات بین‌المللی اوراسیاکاپ با تیم گلساپوش یزد (۲۰۱۸)
- نایب قهرمانی مسابقات بین‌المللی اوراسیاکاپ با تیم گلساپوش یزد (۲۰۱۹)
- حضور در مسابقات بین‌المللی مسکو کاپ با تیم گلساپوش یزد (۲۰۲۲، ۲۰۲۴)
- نایب قهرمانی مسابقات جام مشترک المنافع فوتبال ساحلی با تیم ملی ایران (بلاروس ۲۰۲۳)

### فوتوالی
میرحسینی در رشته فوتوالی نیز به موفقیت‌های چشمگیری دست یافته است. او به عنوان کاپیتان تیم ملی فوتوالی ایران عملکرد فوق‌العاده‌ای داشته است:
- قهرمانی جام جهانی فوتوالی با تیم ملی ایران (آلانیا ترکیه، ۲۰۲۴)
- قهرمانی مسابقات بین‌المللی AFC کاپ فوتوالی[۸] (دبی، ۲۰۲۴)
- انتخاب به عنوان بهترین بازیکن مسابقات بین‌المللی AFC کاپ فوتوالی (دبی، ۲۰۲۴)
- نایب قهرمانی مسابقات بین‌المللی AFC کاپ فوتوالی (دبی، ۲۰۲۵) با تیم سوپر پاور امارات
- قهرمانی لیگ برتر فوتوالی ایران با تیم پیکان تهران (۱۴۰۰)
- مقام پنجم مسابقات فوتوالی قهرمانی آسیا (تایلند، ۲۰۱۸)
- حضور در مسابقات جام باشگاه‌های فوتوالی با تیم کپه داغ ترکمنستان (دبی، ۲۰۲۳)
- ۱۵ قهرمانی کاپ‌های کشوری فوتوالی با تیم گلساپوش یزد (۱۳۹۵ تا ۱۴۰۳)

### مربیگری
میرحسینی علاوه بر دوران بازی، در زمینه مربیگری نیز فعالیت داشته است:
- ۸ قهرمانی مسابقات کشوری فوتوالی با تیم گلساپوش یزد (به عنوان سرمربی)[۹]
- قهرمانی لیگ برتر فوتبال ساحلی زیر ۲۳ سال (۱۴۰۱)
- قهرمانی لیگ برتر فوتبال ساحلی زیر ۱۸ سال (۱۴۰۳)
- نایب قهرمانی لیگ برتر فوتبال ساحلی زیر ۱۸ سال (۱۴۰۲)

## افتخارات

### افتخارات ملی
- قهرمانی جام جهانی فوتوالی (آلانیا ترکیه، ۲۰۲۴)
- قهرمانی مسابقات بین‌المللی AFC کاپ فوتوالی (دبی، ۲۰۲۴)
- نایب قهرمانی جام مشترک المنافع فوتبال ساحلی (بلاروس، ۲۰۲۳)

### افتخارات باشگاهی
- قهرمانی لیگ برتر فوتبال ساحلی ایران با گلساپوش یزد (۱۳۹۸، ۱۴۰۳)
- قهرمانی لیگ برتر فوتبال ساحلی عراق با المصافی بغداد (۲۰۲۴)
- قهرمانی جام حذفی فوتبال ساحلی عراق با المصافی بغداد (۲۰۲۴)
- قهرمانی لیگ برتر فوتوالی ایران با پیکان تهران (۱۴۰۰)
- ۱۵ قهرمانی کاپ کشوری فوتوالی با تیم گلساپوش یزد[۱۰]

## افتخارات فردی
- بهترین بازیکن مسابقات بین‌المللی AFC کاپ فوتوالی (دبی، ۲۰۲۴)

## فعالیت‌های بین‌المللی
- حضور در جلسه سالانه سازمان جهانی فوتوالی به عنوان کاپیتان تیم ملی ایران (باکو، ۲۰۲۵)

## مدارک
- دارای مدرک A فوتوالی آسیا
- دارای مدرک A فوتبال ساحلی آسیا

## افتخار ملی
- دیدار با رهبر ایران، آیت‌الله خامنه‌ای پس از قهرمانی فوتوالی دنیا (۱۴۰۳)